# Antonio de Madariaga
Antonio de Madariaga y Zulaica (Zumaya, 1870-Madrid, 1921) fue un sacerdote jesuita y escritor español.
Era hijo de José María de Madariaga y Uriarte, quien fuera alcalde foral de Zumaya, y de Zoila Zulaica Uriarte.
Tras militar en su juventud en la Marina de guerra, en 1887 profesó en la Compañía de Jesús. Autor de diversas obras literarias, su libro Honra sin barcos (memorias de un alférez de navío) fue elogiado por la revista Vida marítima, que lo resumió con las palabras «hermosura, nobleza y patriotismo». Colaboró en publicaciones como la citada Vida marítima o la revista católica pamplonesa La Avalancha.
Destacó asimismo como orador sagrado culto y elocuente. Gozaba de la mayor estimación de sus colegas y superiores, pero terminó separándose de la Compañía de Jesús debido a la posición que, apoyado por altas personalidades, adoptó frente al nacionalismo vasco. Fue indultado de sus votos de jesuita por el papa Benedicto XV y falleció poco después en Madrid, donde se había trasladado.

## Obras
- Pro aris et focis, alocuciones sagradas (Valladolid, 1913)
- Ocaso, á los distraídos del mundo (Vitoria, 1914)
- Las primeras nieves y los últimos laureles (Valladolid, 1916)
- El Puesto, comedia (Vitoria, 1916)
- Honra sin barcos (Santander, 1918)[1]